# Bram Stoker’s Dracula
Bram Stoker’s Dracula ist ein Horrorfilm aus dem Jahr 1992 unter der Regie von Francis Ford Coppola nach dem Roman Dracula von Bram Stoker. Die Hauptrollen spielen Gary Oldman als Graf Dracula und Anthony Hopkins als sein Kontrahent Professor van Helsing.
Coppolas Filmadaption gilt – trotz einiger dramaturgischer Abweichungen – als die werktreueste Umsetzung von Stokers Vampirroman.

## Handlung
1462: Nach dem Fall von Konstantinopel stürmt unter dem Banner des Islam eine gewaltige türkische Streitmacht nach Europa und fällt dabei auch über Rumänien her, wobei sie die Christenheit bedroht. In Transsilvanien stellt sich den Eroberern ein Ritter vom Heiligen Orden des Drachen namens Dracul, dessen Figur der historischen Person Vlad der Pfähler nachempfunden ist, entgegen. Er zieht gegen das feindliche Heer in den Krieg, wobei er und seine geliebte Braut Elisabeta wissen, dass er vielleicht nicht zurückkehren wird. Er übersteht die brutalen Kämpfe und macht sich auf den Rückweg zu seiner Geliebten. Doch die Türken sinnen auf Rache und schießen einen Pfeil mit der falschen Nachricht über seinen Tod in seine Burg. Elisabetha glaubt das auch und begeht Selbstmord. Als Dracul zu Hause in seiner Kapelle ankommt, ist es zu spät. Sie ist bereits tot. Sein Priester erklärt ihm, dass sie aufgrund ihres Selbstmords verdammt sei. Von Zorn und Trauer übermannt, sagt Dracul sich von Gott und der Kirche los. Er schlägt den Priester nieder, stößt ein Weihwasser-Becken um und schändet ein Kreuz, worauf der ganze Raum mit Blut geflutet wird. In seinem Wahn schwört Dracul, Elisabethas Tod mit allen Mächten der Finsternis zu rächen und beginnt, das Blut zu trinken. So wird Dracul zu ewigem Leben verdammt, in welchem Blut seine Nahrung ist. Somit wird er zum Vampir. Er wird zu Graf Dracula.
Jahrhunderte später reist der englische Anwalt Jonathan Harker nach Transsilvanien, um die Verhandlungen über den Verkauf mehrerer Londoner Immobilien an einen gewissen Grafen Dracula abzuschließen. Im Schloss angekommen, wird er von dem greisen Grafen willkommen geheißen. Die Verträge sind rasch unterschrieben. Dem Vampir sticht dabei ein Bild von Harkers Verlobter Mina Murray ins Auge, die seiner verstorbenen Frau Elisabeta täuschend ähnlich sieht. Die jahrhundertealte Liebe entflammt von neuem, und so reist Dracula nach England, um die Geliebte zu finden. Den Anwalt lässt er in seinem Schloss zurück, wo dieser der Lust dreier vampirischer Gespielinnen ausgeliefert ist. In London angekommen, umgarnt Dracula Mina in Gestalt des jungen, charismatischen Prinzen Vlad von Székel. An ihrer besten Freundin Lucy Westenra jedoch stillt er erbarmungslos seinen Hunger und macht auch sie zum Vampir. Selbst der Beistand des berühmten Professors Abraham van Helsing kann sie nicht retten. Schließlich wird sie unter seiner Anleitung von ihrem Verlobten Lord Arthur Holmwood getötet.
Währenddessen gelingt Harker die Flucht aus Draculas Schloss. Seine Verlobte Mina reist nach Transsilvanien, die beiden heiraten dort und kehren gemeinsam nach London zurück. Professor van Helsing beschließt, sich zusammen mit Harker, Lord Holmwood, van Helsings früherem Studenten Dr. Jack Seward und dem Amerikaner Quincey P. Morris dem Vampir zu stellen. Sie beginnen damit, seine Schlafstätte zu zerstören. Zur gleichen Zeit treffen Dracula und Mina zusammen. Obwohl ihr der Vampir seine wahre Natur gesteht, will sie mit ihm fliehen. Doch es kommt zu einer Auseinandersetzung mit den Vampirjägern, und Dracula muss allein und geschwächt die Flucht nach Transsilvanien antreten.
Nach einer aufreibenden Verfolgungsjagd über Land und Meer stellt die Gruppe um van Helsing den Vampir vor seinem Schloss und kann ihn schwer verwunden. Zunächst schützt die mit der Gruppe gereiste Mina ihren geliebten Prinzen vor den Angreifern. Gemeinsam ziehen sie sich in die alte Kapelle zurück, in der Dracula einst Gott abgeschworen hat. Dort wird er, auf eigenen Wunsch, von Mina schließlich aus Liebe und Mitleid getötet und findet so doch noch seine Erlösung. In einer letzten Einstellung sieht sie ein Bild des wiedervereinten Liebespaars Dracul und Elisabeta.

## Hintergrund
Im Gegensatz zur Romanvorlage, die aus Briefen und anderen von den Protagonisten verfassten Quellen besteht, spielt die Entwicklung der Person des Grafen in Coppolas Filmfassung eine zentrale Rolle. Die im Film erzählte Liebesgeschichte zwischen Dracula und Mina Harker (die ihn im Buch eher verabscheut als liebt) wird durch das Hinzufügen der Figur der Elisabeta erklärt und macht Dracula somit zu einer tragischen Figur. Der Film stellt also keine reine Verfilmung des Stoffs dar, sondern interpretiert diesen in gewissem Sinne. Dieser Umstand hat viele Kritiker auf den Plan gerufen, die den ursprünglichen Roman entstellt sahen.
Einige Einstellungen des Films sowie die Musik, insbesondere während der Anfangsszenen, orientieren sich stark an Nosferatu, der Verfilmung des Dracula-Stoffs von Friedrich Wilhelm Murnau.
In einer Nebenrolle verkörpert Monica Bellucci eine der Bräute von Dracula, dies ist ihr erster Auftritt als Schauspielerin in einem US-amerikanischen Film.
Wojciech Kilar komponierte die Musik zum Film. Die Vokaleinlagen stammen von Diamanda Galás. Das Lied im Abspann Love Song for a Vampire wurde von Annie Lennox geschrieben und gesungen.
1995 drehte Mel Brooks mit Dracula – Tot aber glücklich eine Parodie auf diesen Dracula-Film. Außerdem sind Anspielungen auf Dracula (1931, mit Bela Lugosi in der Titelrolle) enthalten. Leslie Nielsen übernahm dabei die Rolle des Dracula, Brooks selbst verkörperte den Vampirjäger van Helsing.

## Besetzung und Synchronisation
Die Synchronisation entstand bei der Rondo Film Werner Peters GmbH in Berlin unter der künstlerischen Leitung von Horst Balzer
| Rolle                     | Schauspieler     | Deutscher Sprecher |
| ------------------------- | ---------------- | ------------------ |
| Prof. Abraham van Helsing | Anthony Hopkins  | Rolf Schult        |
| Jonathan Harker           | Keanu Reeves     | Udo Schenk         |
| Dracula                   | Gary Oldman      | Christian Brückner |
| Dr. Jack Seward           | Richard E. Grant | Lutz Mackensy      |
| Lord Arthur Holmwood      | Cary Elwes       | Norbert Langer     |
| Mina Murray               | Winona Ryder     | Anita Lochner      |
| Lucy Westenra             | Sadie Frost      | Marina Krogull     |
| Quincey P. Morris         | Bill Campbell    | Wolfgang Condrus   |
| R.M. Renfield             | Tom Waits        | Joachim Kemmer     |
| Zeitungsjunge             | Daniel Newman    | Björn Schalla      |

## Auszeichnungen

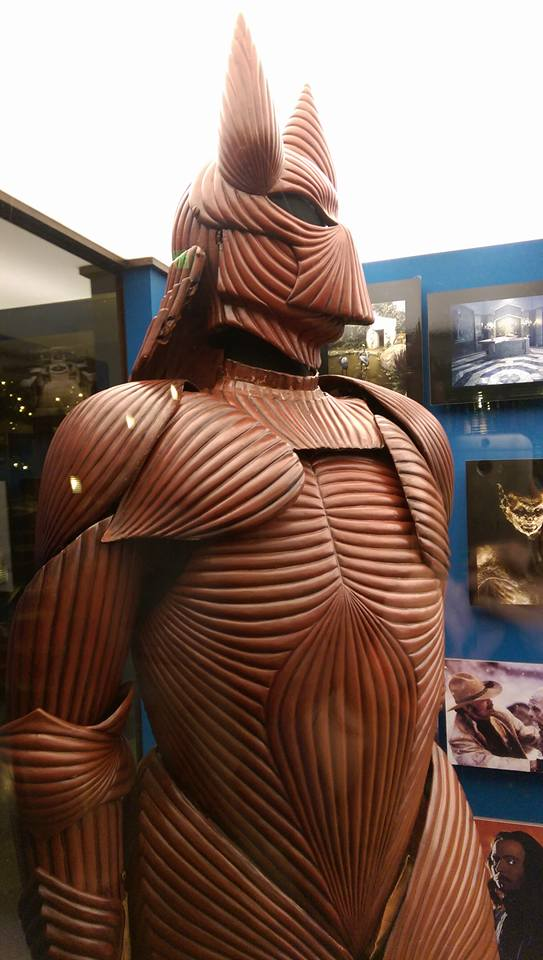
Draculas Rüstung, entworfen von Eiko Ishioka

Der Film war für vier Oscars nominiert und gewann davon drei – in den Kategorien Bestes Kostümdesign, Bestes Make-up und Bester Tonschnitt. In der Kategorie Szenenbild kam er nicht über die Nominierung hinaus.
Bei den Saturn Awards, mit der jährlich Filme der Genres Science-Fiction, Fantasy und Horror ausgezeichnet werden, gewann der Film in fünf Kategorien: Francis Ford Coppola für die beste Regie, James V. Hart für das beste Drehbuch, Eiko Ishioka für das beste Kostüm und Gary Oldman als bester Hauptdarsteller. Die Krönung war die Auszeichnung in der Kategorie „Bester Horror Film“. Ebenfalls nominiert waren Winona Ryder als beste Hauptdarstellerin und Anthony Hopkins als bester Nebendarsteller, Roman Coppola, Gene Warren Jr., Gary Gutierrez und Michael Lantieri wurden für die Spezialeffekte nominiert und Wojciech Kilar für die beste Filmmusik. Eine weitere Nominierung gab es in der Kategorie „Bestes Make-Up“.
Das Werk wurde als bester fremdsprachiger Film mit dem Fotogramas de Plata ausgezeichnet. Außerdem gewann der Komponist den ASCAP Award, eine Auszeichnung für Filmmusik. Schließlich erhielt der Film noch vier Nominierungen für den BAFTA-Award (Make-Up, Kostüm, Spezialeffekte und Szenenbild).

## Kritiken
„Aufwendige Neuverfilmung eines Literatur- und Filmklassikers, der opernhaft die Topoi des Horror-, Abenteuer- und Splatter-Genres ausbeutet, aber letztlich zu keiner eigenen Handschrift findet“, befand das Lexikon des internationalen Films. Die Kameraarbeit und Gary Oldmans Interpretation der Titelrolle seien jedoch „beeindruckend“. Cinema fand: „Mit seinem famosen Kameramann Michael Ballhaus entfachte Francis Ford Coppola einen wahren Bilderrausch. Zudem betont seine Adaption kunstvoller als die Vorgänger den erotischen Aspekt der Dracula-Figur.“ Das Fazit lautete: „Horrorbilderbogen, mit Herzblut gemacht“.
„Coppola entwirft ein oftmals überraschendes Dekor mit einer enormen visuellen Kraft, zeigt imponierende Bilder, außergewöhnliche Masken, imposante Kamerafahrten und hervorragende Darsteller, allen voran Tom Waits als Renfield im Irrenhaus. Ein kurzweiliges visuelles Ereignis!“ urteilt das Magazin Prisma.
Roger Ebert von der Chicago Sun-Times meinte, dass es dem Film einzig an „narrativer Energie und Kohärenz“ mangle. Coppola habe offenbar mehr Wert auf das Spektakel und die Ausstattung als auf die Handlung gelegt. Die Szenenbildner hätten sich dabei allerdings „selbst übertroffen“.
Die Filmbewertungsstelle Wiesbaden verlieh der Produktion das Prädikat „wertvoll“.

## Sonstiges
- Als Winona Ryder das Skript für Dracula sah, der ursprünglich ein Fernsehfilm unter der Regie von Michael Apted werden sollte, schickte sie es sofort weiter an Francis Ford Coppola, mit dem sie nicht mehr gesprochen hatte, seit sie wegen körperlicher Erschöpfung aus Der Pate III ausgestiegen war. Coppola sagte zu und behielt Apted als leitenden Produzenten, um den Film zu machen.
- Coppola hatte einige Zeit mit dem Gedanken gespielt, seinen Film schlicht „D“ zu nennen, um ihn damit von anderen Dracula-Produktionen abzuheben.
- In der Szene, in der van Helsing Mina zusammen mit Dracula erwischt, wollte Coppola mehr Emotionen von Winona Ryder, also schrie er in diesem Moment, sie (Mina) sei eine „Hure“ und „Schlampe“.
- Anthony Hopkins spielte eine Doppelrolle: Im Prolog des Films ist er als Priester (Cesare) zu sehen, der Dracula mitteilt, dass Elisabetas Seele nach ihrem Selbstmord verdammt sei.
- Sadie Frost entschloss sich, ihr Haar rot zu färben, da ihre natürliche Haarfarbe der von Winona Ryder zu ähnlich war.
- Das Porträt Draculas, das im Film zu sehen ist, wenn Jonathan im Schloss ankommt, ist eine dem Aussehen Gary Oldmans angepasste Version des berühmten Gemäldes Selbstbildnis im Pelzrock von Albrecht Dürer.
- Die zu Beginn des Films erzählte Geschichte vom Tod der Ehefrau Draculas basiert auf einer rumänischen Legende, die dem Fluss Râul Doamnei seinen Namen gab.
- Liam Neeson zeigte sich sehr interessiert an der Rolle des Professors van Helsing. Nachdem aber Anthony Hopkins, damals enorm populär durch seinen erst kurze Zeit zurückliegenden Erfolg in Das Schweigen der Lämmer, sein Interesse bekundet hatte, wurde er anstelle von Neeson besetzt.
- Obwohl sie teilweise sehr unkomfortabel für ihn beim Tragen waren, brachte Gary Oldman viele kreative Ideen bei der Gestaltung der verschiedenen Spezial-Masken ein.
- Als Blut wurde rotes Gelee verwendet.
- Für die Rolle des Renfield war Coppolas Wunschkandidat Steve Buscemi, der jedoch ablehnte.
- Francis Ford Coppola kritisierte sich nachträglich selbst für seine Entscheidung, Keanu Reeves als Harker besetzt zu haben. Er hatte gehofft, mit diesem Darsteller auch ein jüngeres weibliches Publikum anzusprechen.
- Der Flipperautomatenhersteller Williams stellte 1993 einen passenden Flipperautomaten her, der auf dem Film basiert und Filmausschnitte auf dem Display zeigt.[10]
- Das Lied I Have Crossed Oceans Of Wine To Find You von HIM, geschrieben von Ville Valo, basiert in abgeänderter Form auf einem Zitat des Films.
- Den Schrei, den Dracula ausstößt, als er aus dem Krieg gegen die Türken zurückkehrt und seine Liebste tot vorfindet, stammt nicht von Gary Oldman. Angeregt durch seine Tochter Sofia Coppola engagierte Francis Ford Coppola Lux Interior, den Sänger der Band The Cramps, der den Schrei beisteuerte.